# Liste der Monuments historiques in Léry (Côte-d’Or)
Die Liste der Monuments historiques in Léry führt die Monuments historiques in der französischen Gemeinde Léry auf.

## Liste der Immobilien
| Bezeichnung          | Beschreibung                    | Standort                               | Kennzeichnung | Schutzstatus | Datum | Bild           |
| -------------------- | ------------------------------- | -------------------------------------- | ------------- | ------------ | ----- | -------------- |
| Friedhofskreuz       | Stein, 16. Jahrhundert          | Place Commune, auf dem Friedhof (Lage) | PA00112507    | Inscrit      | 1926  | weitere Bilder |
| Wegekreuz            | Stein, 16. Jahrhundert          | Rue Principale (Lage)                  | PA00112508    | Inscrit      | 1926  | weitere Bilder |
| Kirche St-Barthélémy | aus dem 13. und 14. Jahrhundert | Place Commune (Lage)                   | PA00112509    | Inscrit      | 1976  | weitere Bilder |
| Wegekapelle          | aus dem 17. Jahrhundert         | Rue Principale (Lage)                  | PA00112510    | Inscrit      | 1970  | weitere Bilder |

## Liste der Objekte
| Bezeichnung         | Beschreibung                                                                                             | Standort                           | Kennzeichnung | Schutzstatus | Datum | Bild |
| ------------------- | --- | ---------------------------------- | ------------- | ------------ | ----- | ---- |
| Hauptaltar          | Altartisch, Retabel, Tabernakel und drei Skulpturen; Holz, farbig gefasst und vergoldet, 18. Jahrhundert | in der Kirche St-Barthélémy (Lage) | PM21001371    | Classé       | 1971  |      |
| Linker Seitenaltar  | Altartisch, Retabel, Skulptur und Relief; Holz, farbig gefasst, 18. Jahrhundert                          | in der Kirche St-Barthélémy (Lage) | PM21001372    | Classé       | 1971  |      |
| Rechter Seitenaltar | Retabel, Skulptur und Relief; Holz, farbig gefasst, 18. Jahrhundert                                      | in der Kirche St-Barthélémy (Lage) | PM21001373    | Classé       | 1971  |      |